# Evangelisches Gemeindehaus Ohligs
Das ehemalige evangelische Gemeindehaus Ohligs ist ein denkmalgeschütztes Bauwerk in der bergischen Großstadt Solingen. Es befindet sich im Stadtteil Ohligs, in unmittelbarer Nachbarschaft zum Rathaus Ohligs und zum ehemaligen Amtsgericht Ohligs.

## Geschichte
Die evangelische Kirchengemeinde Ohligs veranstaltete 1911 einen Architektenwettbewerb für ihr geplantes Gemeindehaus am Siebelskamp. Dort hatte die Stadt Ohligs mit dem Neubau des Rathauses 1890/1891 bereits den Versuch unternommen, ein neues Ohligser Stadtzentrum zu errichten, was jedoch nicht gelungen war. Der aus Godesberg stammende und im Rheinland bekannte Architekt Hanns Wissmann entschied den Wettbewerb für sich. Als Bauplatz wurde das Eckgrundstück Mankhauser Straße / Scharrenberger Straße ausgewählt. Der Bauantrag wurde im Oktober 1911 gestellt, das Gebäude mit Gemeindesaal konnte im Herbst/Winter 1912 von der Gemeinde bezogen werden.
Das Gebäude beherbergte bis 2012 einen Gemeindesaal, Versammlungsräume und Räume für das Gemeindeamt, früher auch eine Bibliothek und eine Kleinkinderschule.
Am 7. Mai 2013 wurde das Gemeindehaus an der Mankhauser Straße 13, a, b, c unter der Nummer 1038 in die Denkmalliste der Stadt Solingen eingetragen. Es bildet die Orts- und Sozialgeschichte der damaligen Stadt Ohligs ab und ist darüber hinaus aus architekturgeschichtlichen Gründen erhaltenswert. Der nüchterne Baustil der Reformarchitektur löste bei dem Gebäude anschaulich den Historismus ab.
Nach der Aufgabe des Gemeindehauses durch die evangelische Kirche wurde es saniert und in ein Wohnhaus für elf Parteien umgewandelt. Für die Bemühungen um den Erhalt des Gebäudes erhielten die neuen Eigentümer den Denkmalschutzpreis 2016 des Bergischen Geschichtsvereins, Abteilung Solingen e. V.

## Architektur

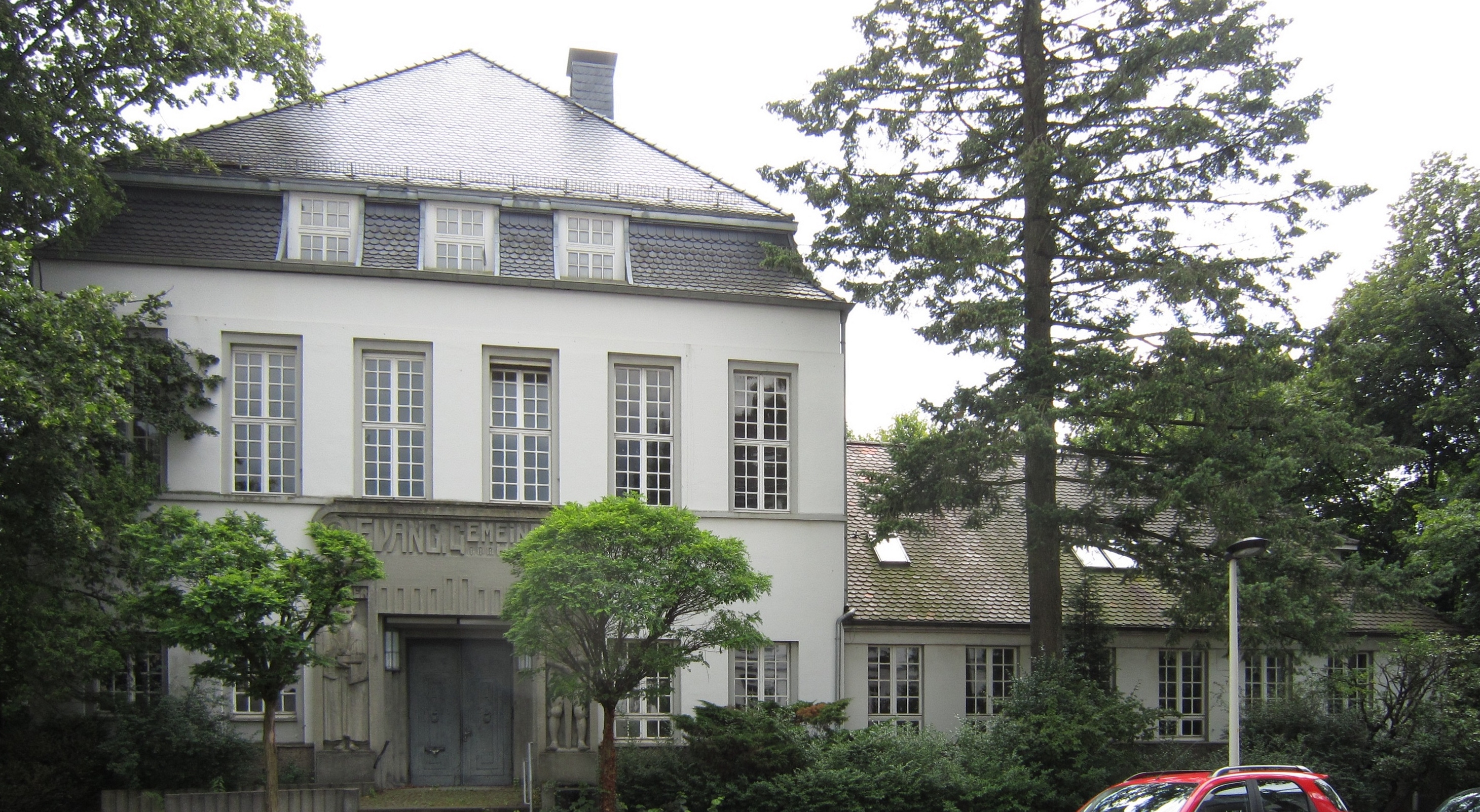
Ev. Gemeindehaus Ohligs (2016)

Das Gebäude besteht aus drei Teilen: einem zweigeschossigen Eingangs- und Hauptbau, einem eingeschossigen Seitenflügel und einem rückwärtigen Saalbau, der den Gemeindesaal beherbergte. Die Fassade des gesamten Gebäudes ist verputzt und in orange angestrichen. Der Hauptbau verfügt über hochrechteckige, eng versprosste Fenster, er wird gedeckt durch ein Mansardwalmdach. Auffällig im Kontrast zur schlichten Fassade ist das Betonstein-Portal mit dem Schriftzug Evang. Gemeindehaus in Majuskeln. Zu beiden Seiten des Eingangs befinden sich als Wandpfeiler kunstvoll aus dem Stein gefertigte Ganzkörperfiguren von Martin Luther (links) und Ulrich von Hutten (rechts).